# Brasilien i olympiska sommarspelen 1972
Brasilien deltog med 81 deltagare vid de olympiska sommarspelen 1972 i München. Totalt vann de två bronsmedaljer.

## Medaljer

### Brons
- Nelson Prudêncio - Friidrott, tresteg.
- Chiaki Ishii - Judo, halv tungvikt.